# Nephelotus alboplagiatus
Nephelotus alboplagiatus là một loài bọ cánh cứng trong họ Cerambycidae.